# شطيرة الجبنة
شطيرة الجبنة هي ببساطة شطيرة تستخدم فيها أنواع مختلفة من الخبز والجبنة، كالخبز المسطح أو خبز القمح الكامل. كما تستخدم الزبدة أو المايونيز. يمكن تناول الشطيرة دون طبخ أو مشوية أو محمصة بحيث يتم إذابة الجبن.

## التحضير
يتطلب تحضير شطائر الجبن غير المطبوخ تجميع شرائح الجبن على الخبز مع الإضافات الأخرى والتوابل
بعد تجميع شطيرة الجبن المشوية، يتم تسخينها حتى يتقرمش الخبز ويذوب الجبن. أحياناً يتم إضافة مكونات أخرى كالفليفلة والطماطم والبصل. تستخدم طرق عديدة لتسخين الشطيرة تختلف من منطقة إلى أخرى وحسب التفضيل الشخصي. ومن ذلك شيها بالصينية أو على المشواة أو تقلى بالمقلاة أو بالمحمصة والأخيرة هي الأكثر شيوعاً في المملكة المتحدة. ويشار إلى أنه قد استخدمت مكواة الملابس لتسخين الشطائر خاصة في غرف الفنادق. وقد اتبع هذه الطريقة جوني ديب في فيلم بيني وجوون حيث صنع كومة من شطائر الجبن المشوي بهذه الطريقة. لكن يوصى بلف الشطائر برقائق الألمنيوم للحفاظ على نظافة المكواة.
عند تحضير الشطائر في مقلاة، تسوّى على أحد الأوجه أولاً، ومن ثم تقلب لتطهى على الجانب الآخر.
تكون الشطيرة جاهزة عندما يحمص كلا جانبيها، ويذوب الجبن. يمكن دهن أحد جانبي الخبز بالزبدة أو الزيت أو المايونيز أولاً. ومن الطرق الأخرى المستخدمة أن تشوى قطعتا الخبز أو يحمص على حدى. عند استخدام الزبدة، يفضل التسخين على درجة حرارة متوسطة. وهذا يمنع حبيبات الحليب في الزبدة من أن تحترق ويتيح الوقت الكافي لوصول الحرارة إلى أجزاء الشطيرة كلها وذوبان الجبن دون احتراق الخبز. يختلف زمن الطهي حسب الأدوات المستخدمة ونوع الخبر وسمكه.

## معرض صور

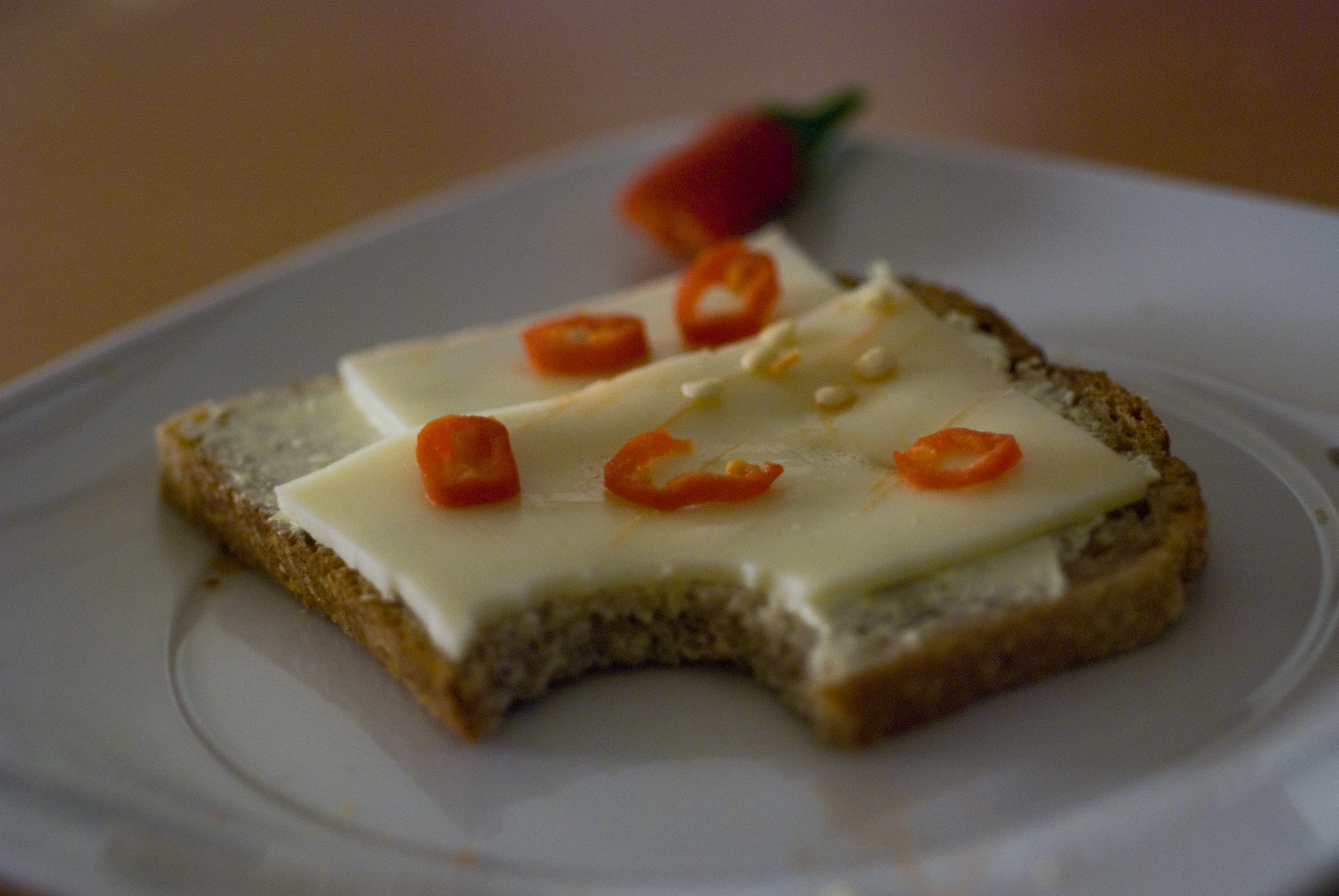
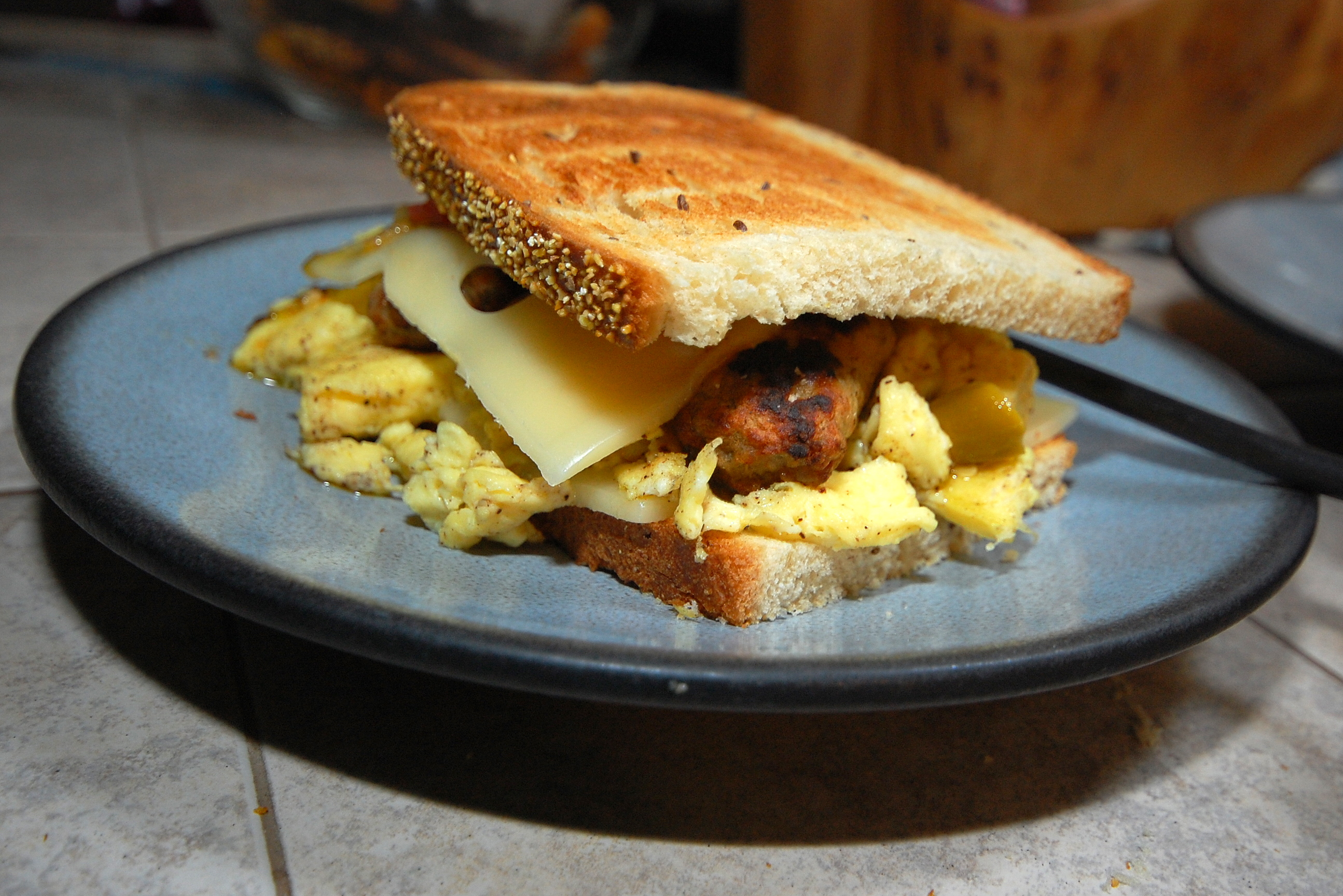
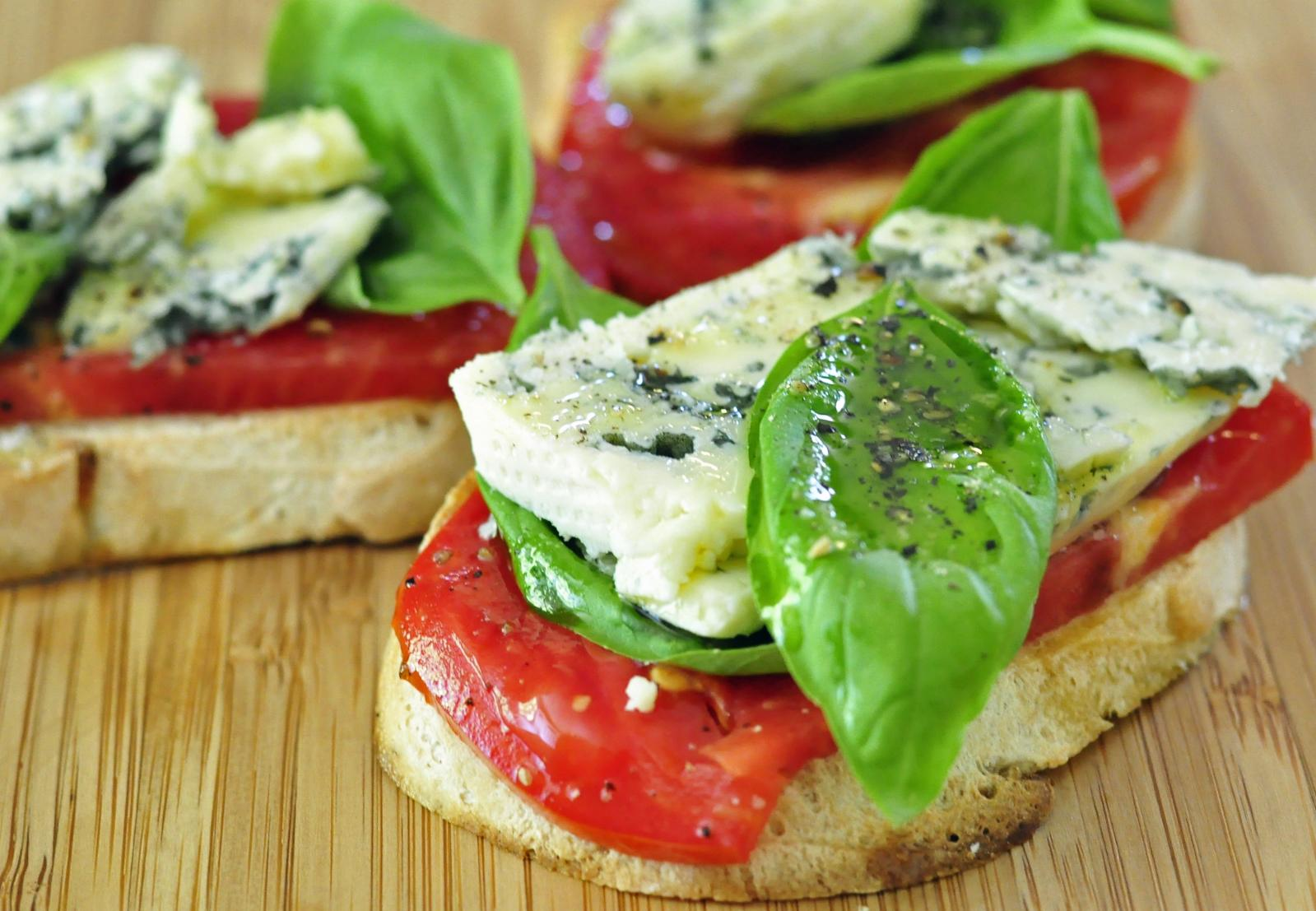
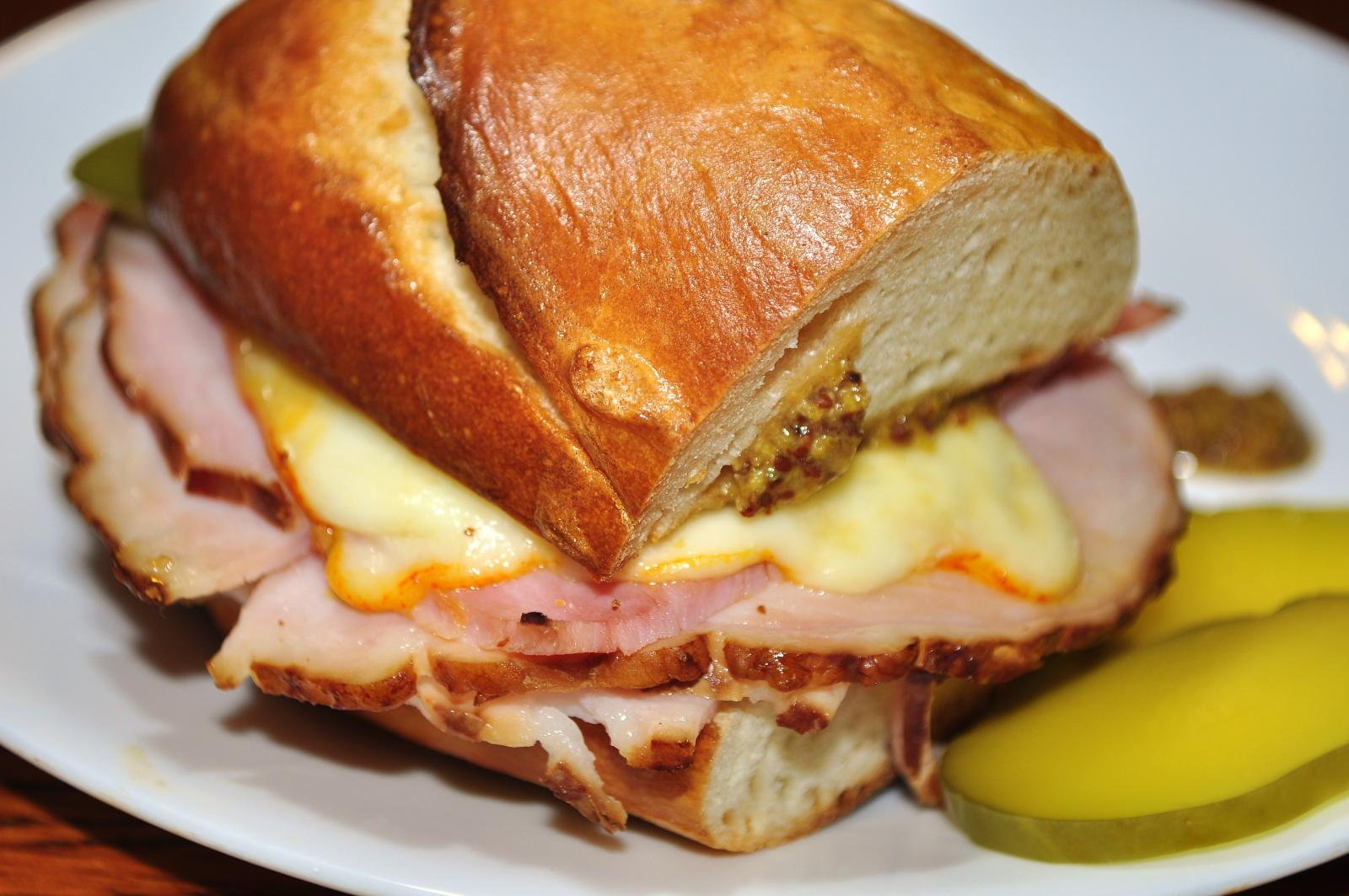